# Friedrich Ebert
Friedrich Ebert (phiên âm: Phi-đrích E-be) (4 tháng 2 năm 1871- 28 tháng 2 năm 1925) là một chính trị gia của đảng SPD là tổng thống đầu tiên của Đức từ năm 1919 cho tới khi ông mất vào năm 1925.
Ebert được bầu làm lãnh tụ đảng SPD khi August Bebel mất, đảng SPD sau đó bị phân hóa vì Ebert đồng ý cho chính phủ đi vay để tham dự Chiến tranh thế giới thứ nhất.
Trong cuộc cách mạng tháng 11 đảng SPD cũng như đảng USPD (tách ra từ SPD) lên nắm chính quyền. Hội nghị quốc gia tại Weinmar đã bầu Ebert vào ngày 11 tháng 2 năm 1919 làm tổng thống đầu tiên của đế quốc Đức. Từ năm 1919 cho tới 1923 Ebert đã ra lệnh cho tướng Wilhelm Groener và nhóm thiên hữu Freikorps dập tắt nhiều cuộc nổi dậy của phe Cách mạng Xã hội để gìn giữ trật tự. Điều này làm ông trở thành một nhân vật lịch sử gây nhiều tranh cãi. Nhưng Ebert là một nhà chính trị với chính sách ôn hòa, hòa giải quyền lợi của các giai cấp khác nhau trong xã hội. Sau khi ông chết vị tướng bảo hoàng Paul von Hindenburg được bầu làm Tổng thống.
Ngày 28 tháng 2 năm 1925, ông qua đời tại Berlin, Đức vì bị sốc nhiễm khuẩn.